# Скурцоленго
Скурцоленго, Скурцоленґо (італ. Scurzolengo, п'єм. Scurslengh) — муніципалітет в Італії, у регіоні П'ємонт,  провінція Асті.
Скурцоленго розташоване на відстані близько 490 км на північний захід від Рима, 50 км на схід від Турина, 10 км на північний схід від Асті.
Населення — 558 осіб (2014).
Щорічний фестиваль відбувається 10 серпня. Покровитель — Святий Лаврентій.

## Демографія
Населення за роками:

Станом на 1 січня 2023 року в муніципалітеті офіційно проживало 37 іноземців з 12 країн, серед них 16 громадян країн Євросоюзу та 1 громадянин України.

## Сусідні муніципалітети
- Калліано
- Кастаньоле-Монферрато
- Портакомаро